# حفل توزيع جوائز الأوسكار الخامس والستون
حفل توزيع جوائز الأوسكار الخامس والستون (بالإنجليزية: 65th Academy Awards)‏ هو حدث نظمته أكاديمية فنون وعلوم الصور المتحركة لتكريم أفضل الأفلام لسنة 1992. أقيم الحفل بتاريخ 29 مارس، 1993 في جناح دوروثي تشاندلر، لوس أنجلوس. قامت شبكة هيئة الإذاعة الأمريكية ببثّ الحفل، وقدّمه بيلي كريستال. في هذه الدورة، فاز فيلم غير مغفور بجائزة أفضل فيلم، وحاز الممثّل آل باتشينو على جائزة أفضل ممثّل، ونالت الممثلة إيما تومسون جائزة أفضل ممثّلةٍ، وكانت جائزة الأوسكار لأفضل مخرج من نصيب المخرج كلينت إيستوود.
أكثر الأفلام ترشيحاً للحصول على جوائز كان فيلم نهاية هاورد وفيلم غير مغفور حيث تلقّى كلٌّ منهما 9 ترشيحات، بينما أكثرها فوزاً كان فيلم غير مغفور حيث فاز بـ 4 جوائز.

## الجوائز
- جائزة أفضل فيلم:

غير مغفور
- جائزة أفضل مخرج:

كلينت إيستوود
- جائزة أفضل ممثّل:

آل باتشينو
- جائزة أفضل ممثّلة:

إيما تومسون
- جائزة أفضل ممثّل مساعد:

جين هاكمان
- جائزة أفضل ممثّلة مساعدة:

ماريسا تومي
- جائزة أفضل سيناريو مقتبس:

نهاية هاورد
- جائزة أفضل موسيقى تصويريّة:

علاء الدين
- جائزة أفضل تأثيرات بصريّة:

الموت أصبح هي
- جائزة أفضل خلط أصوات:

آخر الموهيكان

## وصلات خارجية
- حفل توزيع جوائز الأوسكار الخامس والستون على موقع IMDb (الإنجليزية)
- حفل توزيع جوائز الأوسكار الخامس والستون على موقع ميوزك برينز (الإنجليزية)
- الموقع الرسمي لجوائز الأكاديمية.
- الموقع الرسمي لأكاديمية فنون وعلوم الصور المتحركة.
- قناة جوائز الأوسكار على موقع يوتيوب (تُديره أكاديمية فنون وعلوم الصور المتحركة).
- مقتطفات فيديو من أكاديمية فنون وعلوم الصور المتحركة.